# Wilhelm Schich
Wilhelm Schich, död 25 februari 1940 i Wien, var en österrikisk skådespelare.

## Filmografi (urval)
- 1933 – Unser Kaiser
- 1938 – 13 Stühle
- 1938 – Geld fällt vom Himmel
- 1939 – Ein Bombengeschäft
- 1940 – Meine Tochter lebt in Wien